# Eugène Abissa Kwaku
Eugène Abissa Kwaku (ur. 1927 w Koun-Abronso, zm. 10 sierpnia 1978) – iworyjski duchowny rzymskokatolicki, w latach 1963-1975 biskup Abengourou. Uczestnik Soboru Watykańskiego II.

## Życiorys
Urodził się w 1927.
Święcenia kapłańskie otrzymał 20 grudnia 1956. 13 września 1963 został mianowany pierwszym biskupem Abengourou. Sakrę otrzymał 24 listopada 1963 z rąk patriarchy Grzegorza Piotra XV Agadżaniana – prefekta Kongregacji ds. Ewangelizacji Narodów. Urząd ten pełnił do swojej śmierci 10 sierpnia 1978 w wieku 51 lat.